# Bad Säckingen
Bad Säckingen (pronunciación en alemán: /baːt ˈzɛkɪŋən/ⓘ) es una pequeña ciudad del distrito administrativo de Waldshut en el estado federado de Baden-Wurtemberg en Alemania. Es conocida por la novela “El trompeta de Säckingen” del autor alemán Joseph Victor von Scheffel. Cuenta con 17.000 habitantes aproximadamente.

## Historia
La historia de la ciudad se remonta al siglo VI, cuando San Fridolín fundó un monasterio y una iglesia, que supuso el primer asentamiento cristiano en el sur de Alemania.
La villa fue posesión austriaca hasta 1796, cuando es conquistada por la Primera República francesa. En 1806 sería entregada al Gran Ducado de Baden.
El casco antiguo de la ciudad estuvo situado en una isla del Rin hasta 1830, año en que fue desviado el brazo septentrional del río de tal forma que la ciudad quedó unida con el resto del país sin necesidad de puentes.

## Geografía
La ciudad se halla a orillas del río Rin en la frontera meridional de Alemania con Suiza, a unos 30 kilómetros al este de Basilea. Se encuentra en la ladera sur de la Selva Negra.

## Lugares de interés
El puente cubierto  de madera que comunica la ciudad con Suiza mide 203,7 metros y es el más largo de Europa de estas características. Bad Säckingen fue elegida por la agrupación "Entente Florale" el 19 de septiembre de 2003 como una de las cinco ciudades más bellas de la Unión Europea. Cuenta con una catedral barroca del siglo XVII y un palacio, así como con numerosos jardines y un balneario de aguas termales. En sus cercanías se encuentra un pequeño lago, el Bergsee , varios saltos de agua y una extensa red de senderos.

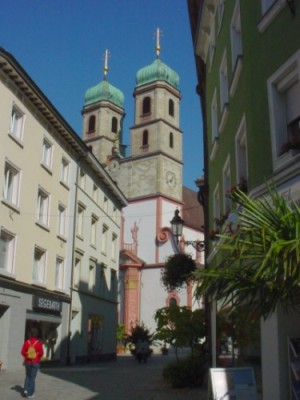
Iglesia de San Fridolín.